# Jacobus de Cessolis

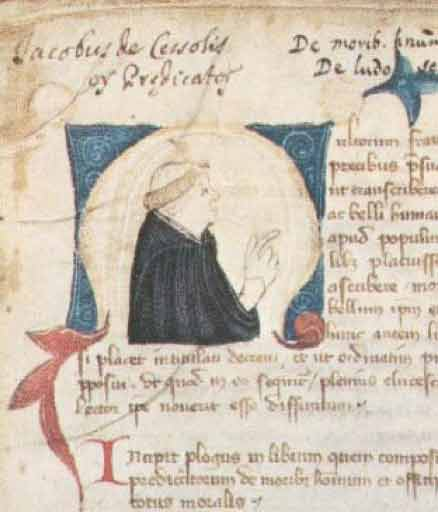
Jacobus de Cessolis in een Italiaans manuscript, midden 15e eeuw

Jacobus de Cessolis (ca. 1250 – ca. 1322) is een Italiaanse monnik van de Dominicaanse Orde uit de 14e eeuw.
Hij is bekend om zijn enige overgeleverde werk, de rond 1300 geschreven Ludus Scaccorum, ofwel het Boek van het schaakspel, een titel dat in latere versies een vorm van 'Boek van het moraliserende schaakspel' kreeg. In de loop van de tijd zijn diverse varianten van zowel de naam van de auteur en de titel van het werk ontstaan.

## Levensloop
Jacobus werd geboren in het stadje Cessole, bij Asti, in Piëmont. Hij trad toe tot de Dominicaanse orde, waarschijnlijk in het klooster van Santa Maddalena bij Asti. Van 1317 tot 1322 woonde hij in Genua, waar hij vicaris van de Inquisitie werd, verbonden aan het klooster van San Domenico.
Op verzoek van andere Dominicanen en enkele leken zette Cessolis zijn preken op perkament. Hieruit ontstond zijn enige overgebleven werk, Liber de moribus hominum et officiis nobilium sive super ludo scachorum (Boek over de zeden der mensen en plichten der edelen, of: over het schaakspel), bekend als Ludus scaccorum. Met de tijd zijn hiervan diverse versies verschenen met verschillende titels.

## Het Boek van het schaakspel

### Concept
In dit van oorsprong 14e-eeuwse Italiaanse manuscript wordt op allegorische wijze de waarden en normen van de toenmalige feodale maatschappij beschreven. Het schaakspel en de stukken dienen hierbij als allegorie voor de maatschappij en de diverse bevolkingsgroepen die met elkander moesten samenleven.
Een belangrijk moralistische les in dit werk is dat de adellijke figuren, zoals de koning en de koningin, in hun eentje niets kunnen bewerkstelligen en afhankelijk zijn van het volk. Dit werd met beroepstitels zoals smeden, kooplieden en artsen aangeduid. Hiermee werd het belang van de rol van de werkende mensen van de lagere maatschappelijke klassen benadrukt. De verplichting van het volk naar de adel en de geestelijkheid was wederzijds. Zo wordt bijvoorbeeld van de boer (de pion) verwacht de wet te respecteren en zijn heer te dienen, terwijl de ridder (het paard) voor de pion kan springen om hem te beschermen.

### Opbouw
De Ludus Scaccorum bestaat uit vier delen (tractaten), die elk onderverdeeld zijn in hoofdstukken (capitula). In de eerste tractatus wordt de uitvinding van het schaakspel - zoals Cessolis het meende te weten - beschreven. Het schaakspel zou uitgevonden zijn ten tijde van de wrede  Evil-merodach, koning van Babylonië. De filosoof Philometor vond toen het schaakspel uit met drie bedoelingen. Ten eerste wilde hij er de koning mee op zijn fouten wijzen en hem de aard en plichten van schaakstukken tonen. Ten tweede wilde hij de koning, en andere spelers, van 'ledigheid' afhouden. Tot slot moest het spel tegemoet komen aan de ingeboren menselijke drang voor kennis en nieuwigheden.
De allegorie en moralisatie begint in de tweede tractatus waar de schaakstukken aan bod komen die de nobelen in de maatschappij representeren: de koning, koningin, stadhouder (raadsheer/loper), ridder (paard) en de rechter (toren), elk in een eigen capitulus. Zo'n capitulus begint met een beschrijving van de edelen (de schaakstukken), waarop de vereiste eigenschappen worden beschreven en hoe zij zich dienen te gedragen. Zo wordt bijvoorbeeld van de rechter verwacht om rechtlijnig en rechtvaardig op te treden; daarom mag de toren, dat symbool voor hem staat uitsluitend recht naar voren of recht opzij gezet worden.
In de derde tractatus worden de pionnen, die de lagere standen van de samenleving voorstellen, op vergelijkbare wijze beschreven en beoordeeld. Hierbij representeert elk van deze pionnen een ander ambacht, welke achtereenvolgens de landbouwers, de smeden, kleermakers en klerken, kooplui en wisselaars, artsen en apothekers, herbergiers, stedelijke ordehandhavers en douaniers, en als laatste groep de koeriers en minder koosjere figuren zoals dobbelaars zijn. Dit zijn allemaal mensen uit de lagere standen, waarvan verwacht wordt dat zij zich enkel met hun eigen vak bezighouden en de maatschappij niet in de war sturen door zich met dingen bezig te houden waar zij niets vanaf weten. Daarom is de bewegingsvrijheid van de pion beperkt tot een enkel veld recht naar voren en mag het slechts van deze route afwijken wanneer daar een goede reden voor is, dat is  wanneer het een schaakstuk op een vakje schuin voor hem mag slaan.
In de vierde tractatus wordt een allegorie opgezet met de loop van alle schaakstukken. Het werk wordt afgesloten met een samenvatting in het achtste capitulum van de vierde tractatus.

## Latere versies
Het werk is eeuwenlang populair gebleven en naar meerdere talen vertaald. Cessolis' Liber de moribus hominum et officiis nobilium, aldus Murray, was de meest ambitieuze en belangrijkste van alle 'moraliserende schaakwerken'. Haar populariteit was in de 14e en 15e eeuw zo groot dat het qua aantal in de omloop zijnde manuscripten zowat de Bijbel naar de kroon stak.
De inhoud onderging in de loop van de tijd echter aanpassingen. Bijvoorbeeld, toen in de vijftiende eeuw de dame op het bord de huidige macht verkreeg en daarmee verreweg het sterkste stuk op het bord werd, kon een van de eerste reacties op deze verandering in het spel gevonden worden in een Italiaanse versie van het manuscript uit 1493. Hierin wordt erkend dat de dame de eigenschappen van zowel loper en de toren heeft verkregen, maar wordt er bij vermeld dat ze niet de eigenschappen van de ridder (het paard) verkreeg omdat het omwille haar fragiliteit ongepast was dat ze wapens zou dragen.
Anno 2021 bestaan er van Cessolis' werk nog altijd meer dan honderd exemplaren in meerdere talen en versies.

### Nederland
De Ludus Scaccorum werd in de 14e eeuw door ene Franconis naar het Diets (Middelnederlands) vertaald. Dit zou een tamelijk vrije vertaling zijn, waarin de geestelijkheid met minder eerbied werd behandeld dan in de oorspronkelijke versie.
De wereldprimeur voor een boekversie van het manuscript ging in 1473 naar Utrecht.
In 1479 werd door Gheraert Leeu in Gouda een incunabel gedrukt.

### Engeland
The Game and Playe of Chesse (1470) van William Caxton, gebaseerd op Cessolis' manuscript, is een van de oudste gedrukte boeken in Engeland. Het bevat houtgravures die de maatschappelijke karakters illustreren als schaakstukken.

### Frankrijk
De Bibliothèque Nationale de France bevat enkele kopieën in Latijn en Frans: Le Livre des échecs moralisés.

### Duitsland
De Duitse uitgave uit de tweede helft van de vijftiende eeuw bevat 15 miniaturen en veel decoratieve initialen.
Een werk uit 1392 waarin de Freiburgse priester Rüdiger Schopf Cessolis het werk van Cessolis met een tekst over het Evangelie van Matheus combineerde:

### Italië
Een werk uit 1493:

## Vroegchristelijke moralistische manuscripten
Hoewel Cessolis' werk het bekendste vroegchristelijke moralistische traktaten was, was het niet de enige. Een paar jaar voordat De Ludus Scaccorum het licht zag, verscheen het Spaanse manuscript Libro de los Juegos de Axedrez, Dados y Tablas (1283). Deze gaat echter niet uitsluitend over het schaken, maar ook over andere bordspellen. Tevens was het meer gericht op feitelijke spelregels, hoewel de moralistische allegorie ook in dat werk voorkwam.
- Bibsys: 90078190
- Biblioteca Nacional de España: XX1173021
- Bibliothèque nationale de France: cb12114896v (data)
- CiNii: DA03366585
- Gemeinsame Normdatei: 118556398
- International Standard Name Identifier: 0000 0000 8489 7310
- Library of Congress Control Number: n83012724
- Nationale Bibliotheek van Tsjechië: jo20000075512
- Nationale Bibliotheek van Israël: 987007263349505171
- Nationale en Universitaire bibliotheek Zagreb: 000168608
- Nederlandse Thesaurus van Auteursnamen: 074452479
- Istituto Centrale per il Catalogo Unico: UBOV105456
- LIBRIS: 209369
- Système universitaire de documentation: 029545293
- Union List of Artist Names: 500064665
- Virtual International Authority File: 14802130